# Saint-Germain-sur-Meuse
Pour les articles homonymes, voir Saint-Germain.
Saint-Germain-sur-Meuse est une commune française située dans le département de la Meuse, en région Grand Est.

## Géographie
Le village de Saint-Germain est situé sur un axe de communication nord-sud conduisant à Neufchâteau, en longeant la vallée de la Meuse : route départementale 36 et ligne de chemin de fer de Bologne à Pagny-sur-Meuse. Il se trouvait également sur la voie romaine Nasium-Toul.
Le territoire de la commune est limitrophe de ceux de six communes :
| Ourches-sur-Meuse | Pagny-sur-Meuse         |                |
|                   | Saint-Germain-sur-Meuse | Foug           |
| Vaucouleurs       | Ugny-sur-Meuse          | Rigny-la-Salle |

### Hydrographie
La commune est traversée par la ligne de partage des eaux entre les bassins versants du Rhin et de la Meuse au sein du bassin Rhin-Meuse. Elle est drainée par la Meuse et le canal du Moulin,.
La Meuse, d'une longueur de 486 km dans sa partie française, est un fleuve européen qui prend sa source en France, dans la commune du Châtelet-sur-Meuse, à 409 mètres d'altitude, et se jette dans la mer du Nord après un cours long d'approximativement 950 kilomètres traversant la France, la Belgique et les Pays-Bas. Les caractéristiques hydrologiques de la Meuse sont données par la station hydrologique située sur la commune de Troussey. Le débit moyen mensuel est de 21,5 m3/s. Le débit moyen journalier maximum est de 303 m3/s, atteint lors de la crue du 20 janvier 2018. Le débit instantané maximal est quant à lui de 366 m3/s, atteint le même jour.

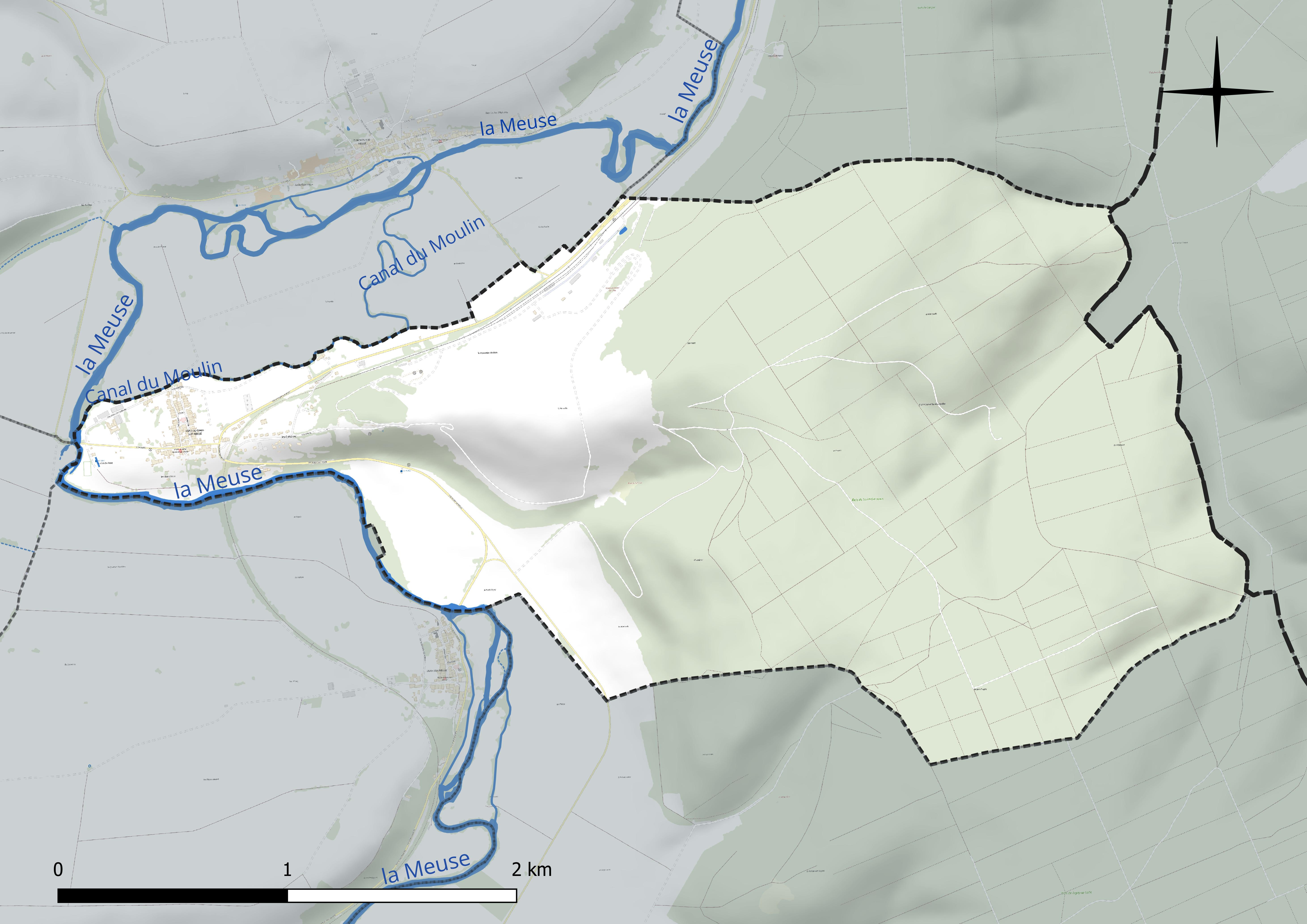
Réseau hydrographique de Saint-Germain-sur-Meuse.

### Climat
Pour des articles plus généraux, voir Climat du Grand Est et Climat de la Meuse.
En 2010, le climat de la commune est de type climat des marges montargnardes, selon une étude du Centre national de la recherche scientifique s'appuyant sur une série de données couvrant la période 1971-2000. En 2020, Météo-France publie une typologie des climats de la France métropolitaine dans laquelle la commune est exposée à un climat océanique altéré et est dans la région climatique  Lorraine, plateau de Langres, Morvan, caractérisée par un hiver rude (1,5 °C), des vents modérés et des brouillards fréquents en automne et hiver. 
Pour la période 1971-2000, la température annuelle moyenne est de 9,7 °C, avec une amplitude thermique annuelle de 16,4 °C. Le cumul annuel moyen de précipitations est de 919 mm, avec 13,2 jours de précipitations en janvier et 9,3 jours en juillet. Pour la période 1991-2020, la température moyenne annuelle observée sur la station météorologique de Météo-France la plus proche, « Nancy-Ochey », sur la commune d'Ochey à 20 km à vol d'oiseau, est de 10,5 °C et le cumul annuel moyen de précipitations est de 810,4 mm. 
La température maximale relevée sur cette station est de 39,6 °C, atteinte le 25 juillet 2019 ; la température minimale est de −19,1 °C, atteinte le 12 janvier 1987,,. 
Les paramètres climatiques de la commune ont été estimés pour le milieu du siècle (2041-2070) selon différents scénarios d'émission de gaz à effet de serre à partir des nouvelles projections climatiques de référence DRIAS-2020. Ils sont consultables sur un site dédié publié par Météo-France en novembre 2022.

## Urbanisme

### Typologie
Au 1er janvier 2024, Saint-Germain-sur-Meuse est catégorisée commune rurale à habitat dispersé, selon la nouvelle grille communale de densité à sept niveaux définie par l'Insee en 2022.
Elle est située hors unité urbaine et hors attraction des villes,.

### Occupation des sols
L'occupation des sols de la commune, telle qu'elle ressort de la base de données européenne d’occupation biophysique des sols Corine Land Cover (CLC), est marquée par l'importance des forêts et milieux semi-naturels (67,4 % en 2018), en diminution par rapport à 1990 (71,9 %). La répartition détaillée en 2018 est la suivante : 
forêts (67,4 %), mines, décharges et chantiers (14,7 %), prairies (9,2 %), zones urbanisées (5,7 %), terres arables (3 %). L'évolution de l’occupation des sols de la commune et de ses infrastructures peut être observée sur les différentes représentations cartographiques du territoire : la carte de Cassini (XVIIIe siècle), la carte d'état-major (1820-1866) et les cartes ou photos aériennes de l'IGN pour la période actuelle (1950 à aujourd'hui).

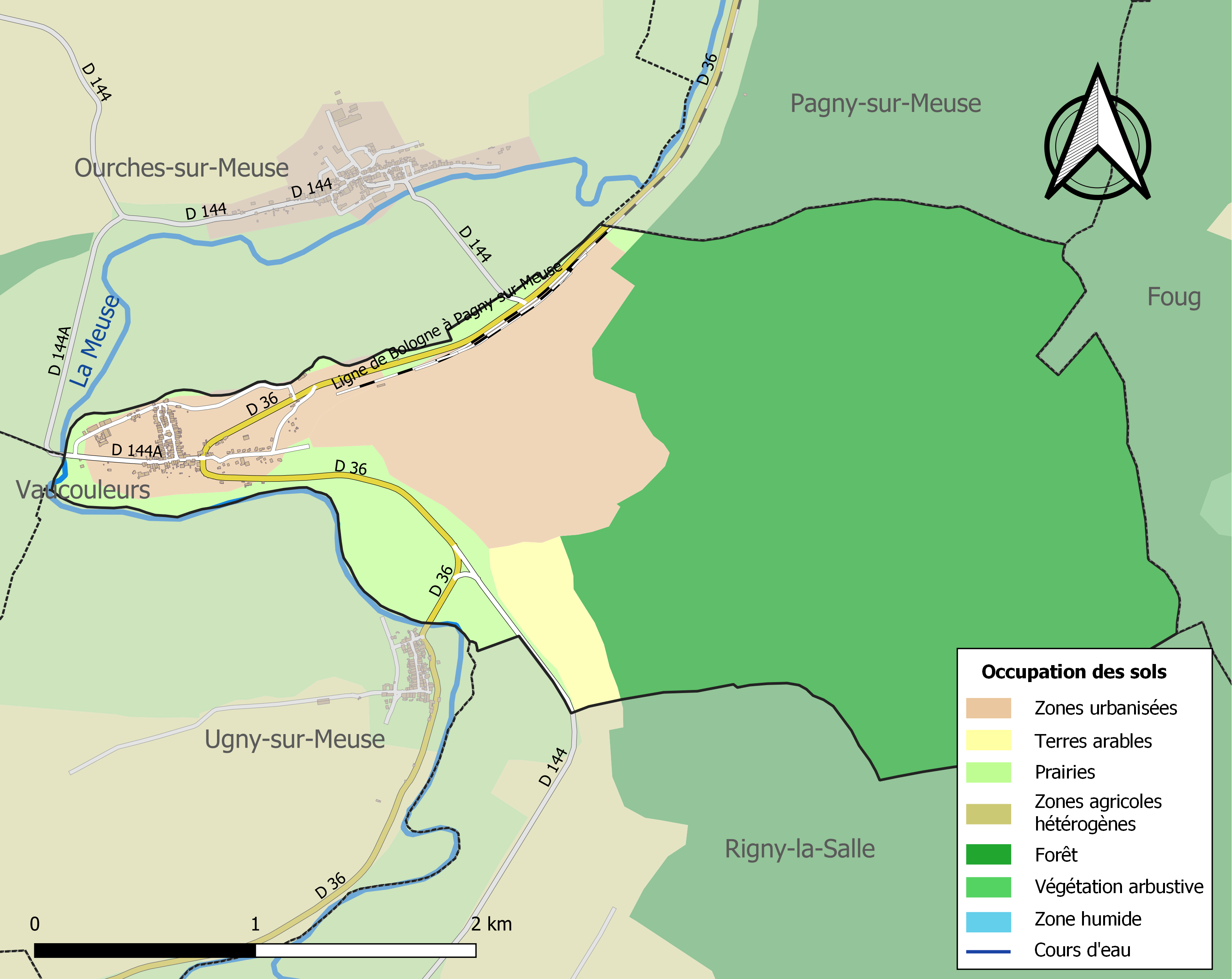
Carte des infrastructures et de l'occupation des sols de la commune en 2018 (CLC).

## Toponymie
Le nom de la localité est attesté sous les formes Sanctus-Germanus (878) ; Ad cambutam Sancti-Germani (IXe siècle) ; Sanctus-Germanus supra Mozam (1402) ; Saint-Germain-à-la-Crosse (1707) ; Dom-Germain, Dommus-Germanus (1756).

Saint-Germain est un hagiotoponyme et le nom de nombreuses localités dans les pays francophones. Le nom de ces dernières vient d'un saint ayant porté le nom saint Germain. Par exemple une commune de Meurthe-et-Moselle se situant à une cinquantaine de kilomètres de Saint-Germain-sur-Meuse se nomme Saint-Germain.

Le village a pris le nom de Saint-Germain lors du passage de Saint-Germain évêque d'Auxerre en 429 et 447.
La Meuse; en néerlandais et en allemand, Maas ; en wallon, Moûse ; en latin Mosa) est un fleuve européen qui prend sa source en France et se jette dans la mer du Nord après un cours long d'approximativement 950 kilomètres traversant la France, la Belgique et les Pays-Bas.

## Histoire

### La voie romaine
La voie romaine reliant Nasium (Naix-aux-Forges) à Toul suivait la vallée de la Barboure, via Boviolles, Marson, Reffroy puis passait au sud de Bovée-sur-Barboure, au nord de Broussey-en-Blois et Sauvoy et se dirigeait vers Saint-Germain-sur-Meuse où elle franchissait la Meuse sur un pont de pierre dont on voyait encore les ruines à côté du pont moderne au XIXe siècle. (Depuis, le pont a été reconstruit, et les vestiges du pont antique ont disparu). De là elle rejoignait Toul en traversant le bois de Saint-Germain, passait par la ferme de Savonnières (à Foug) et par Ménilot. Cette voie romaine est citée à la fois dans la table de Peutinger et dans l'Itinéraire d'Antonin. Au lieu-dit Chemin des Romains, on trouve des substructions gallo-romaines : tuiles, briques, poteries.
La partie du chemin à l'ouest de Saint-Germain porte encore le nom de Chemin de la Pucelle car selon la tradition, Jeanne d'Arc aurait suivi cette route pour se rendre à Chinon y offrir ses services à Charles VII. La suite du chemin à l'est dans les bois de Saint-Germain porte le nom de Hordal, descendant du troisième frère de Jeanne, Pierre d'Arc. Il subsiste encore des parties très bien conservées de cette voie romaine, en particulier sur les hauteurs boisées.

### Bornes d'Empire

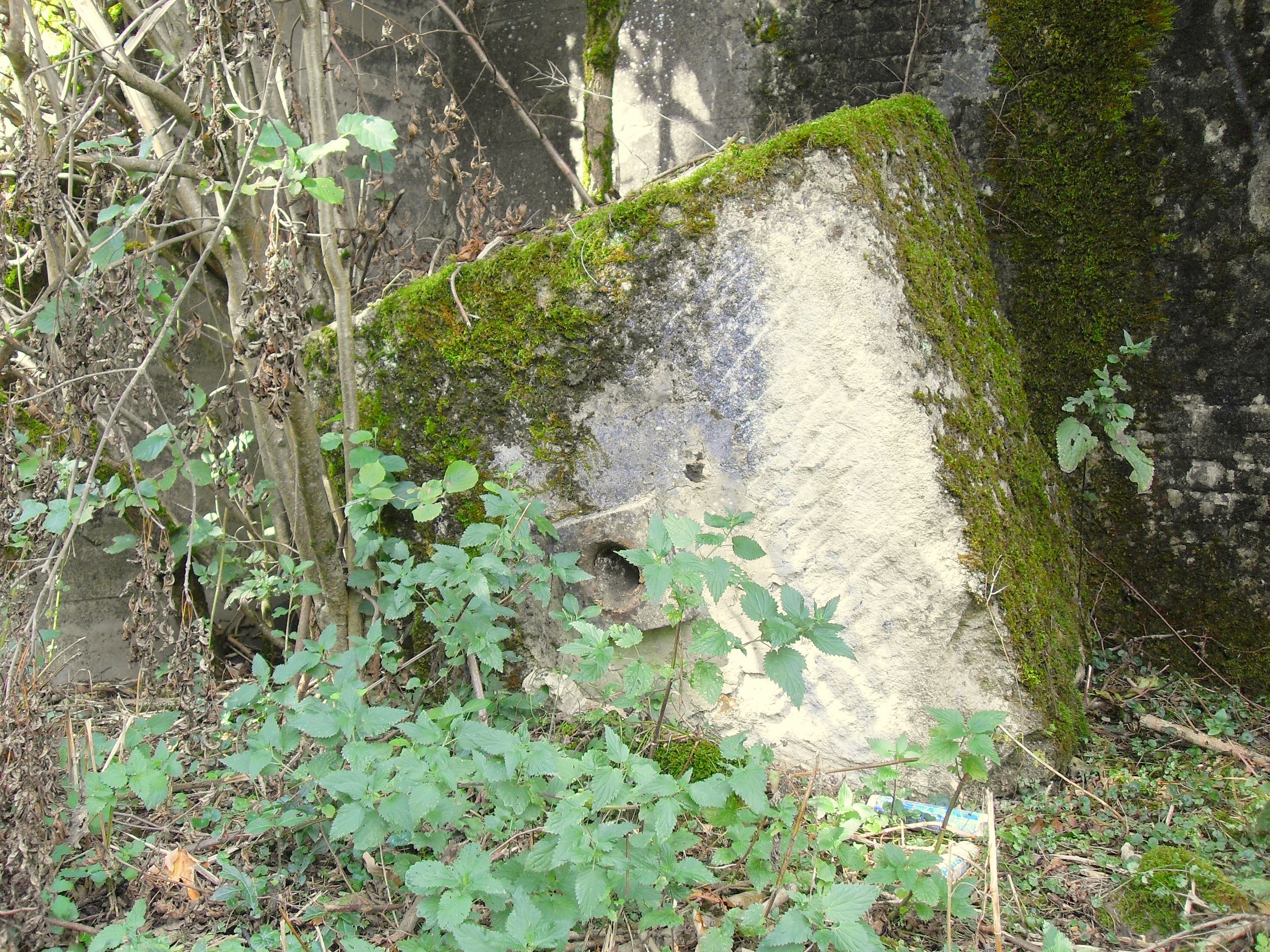
La « Borne d'Empire » de Tusey.

À Saint-Germain, cette voie romaine croisait une autre voie, d'importance secondaire, allant de Tusey (Tucinum ou Tussium) au sud au camp de Sorcy au nord, et non loin de  l'intersection, au sud de la voie Nasium-Toul, se dressait une borne colossale, carrée, en pierre taillée, sans aucune inscription, dite dans le pays Borne d'Empire, qui fut débitée en moellons vers l'année 1820. Une pierre semblable se trouve encore à Tusey, devant le mur du haut fourneau, situé derrière le château de la Fonderie (localisation 48° 37' 2.86" N, 5° 40' 11.5" E). Cette pierre a une forme cubique d'environ un mètre de côté, et présente une petite cavité au centre d'une des faces, dans laquelle est emboîtée une pièce métallique (voir photo).
Ces bornes feraient partie de celles qui ont été plantées à la suite de la rencontre de Quatre-Vaux en 1299, entre Philippe IV le Bel et l'empereur Albert Ier de Habsbourg, pour fixer la frontière entre les deux empires, laquelle suivait la vallée de la Meuse. Selon plusieurs témoignages, ces pierres étaient surmontées de bornes en bronze  qui ont été ensuite démontées par Henry II, ne laissant sur place que les supports en pierre.

### Saint-Germain l’Auxerrois

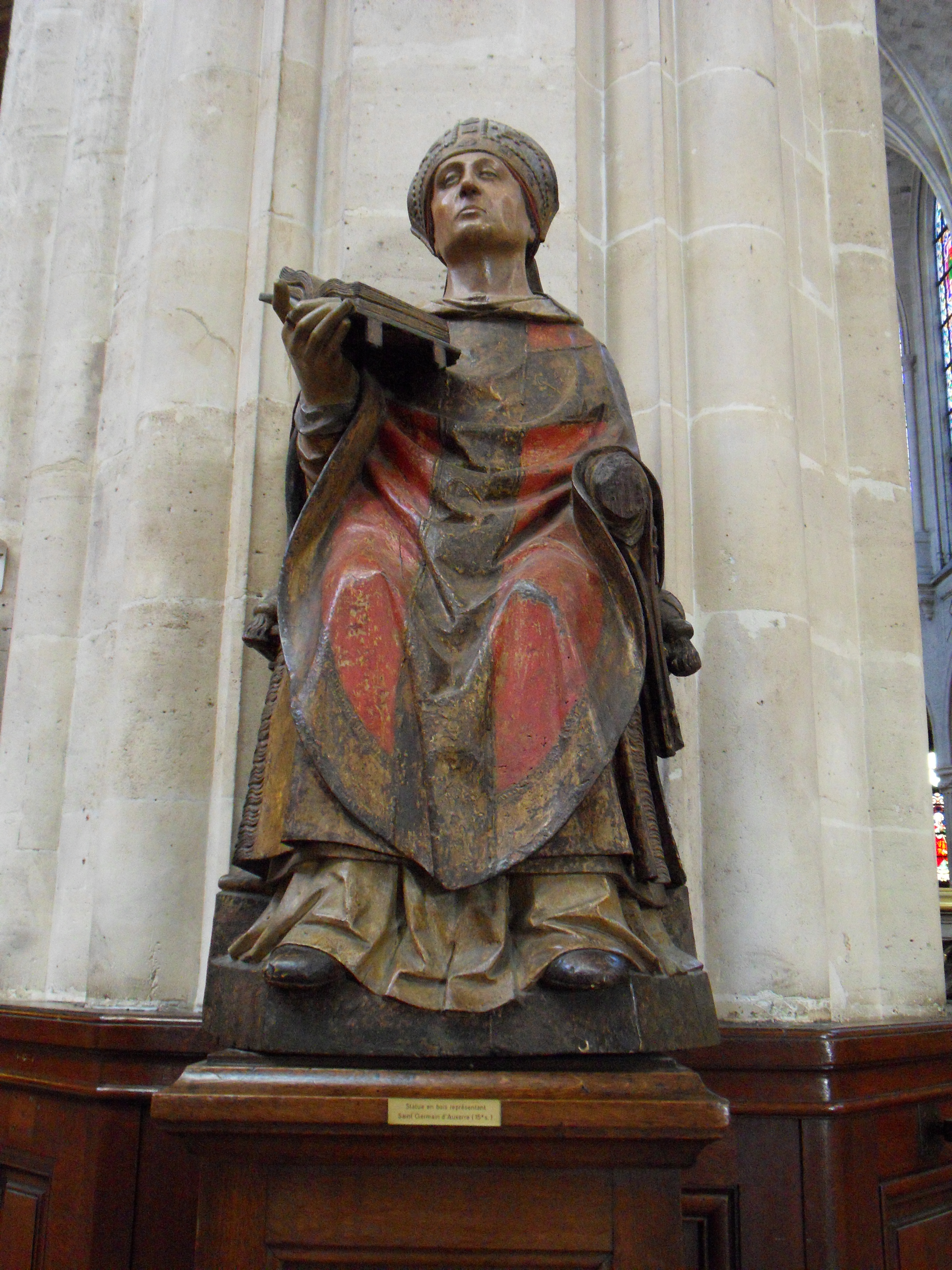
Sculpture en bois polychrome représentant saint Germain l'Auxerrois, datée du XVe siècle.

À l'époque gallo-romaine, Saint-Germain-sur-Meuse s'appelait Travia (du latin traviare, traverser)(affirmation hasardeuse qui ne repose sur aucune source). On retrouve une trace de ce nom dans la rue principale du village, la rue Traverse, là où passait la voie romaine, et où elle traversait la Meuse. Ce village a pris le nom de Saint-Germain lors du passage de Saint-Germain évêque d'Auxerre en 429 et 447. Lors de son passage en 447, un miracle se serait produit : son bâton planté en terre s'est transformé en un grand arbre verdoyant, comme cela s'était produit dans la Bible pour le bâton d'Aaron (Nombre 17,23). On rapporte également un miracle semblable à propos de Saint-Christophe.
On bâtit une abbaye royale à l'endroit du miracle, laquelle est mentionnée pour la dernière fois dans un acte de 878 et qui a ensuite disparu. Ce village a alors pris le nom de Saint-Germain, devenu Saint-Germain-sur-Meuse en 1919.
Une église romane a été construite à l'emplacement de l'ancienne abbaye bénédictine, dont il subsiste une tour de la 2e moitié du XIIe siècle.
Saint-Germain dépendait autrefois de Savonnières (qui doit son nom à une fabrique de savon), une ville importante où se sont tenus plusieurs conciles en 856 et en 862. Cette ville de Savonnières qui était la mère église de Saint-Germain a totalement disparu.

### Amblainville

Saint-Gorgon sur le blason de Varangéville.

Sur le ban de Saint-Germain-sur-Meuse, au milieu des bois, non loin des ruines de Gombervaux, se trouve l'emplacement d'un village détruit au XIVe siècle : Saint-Gorgon, autrefois Amblainville, dont le site est marqué dans une petite clairière par une intarissable fontaine de Saint-Gorgon. On y trouvait un ermitage et une chapelle dédiée à saint Gorgon, laquelle est présentement à l'état de ruines. Ce saint, qui était le patron du village disparu, est un martyr romain du début du IVe siècle, qui fit l'objet d'une vénération particulière en Lorraine jusqu'à la fin du XIXe siècle, et dont les reliques se trouvent à l'abbaye de Gorze, près de Metz. Il existe plusieurs églises Saint-Gorgon dans la région, dont une à Vertuzey, Woël, Saint-Gorgon (Vosges) ou Moyeuvre-Grande et un prieuré bénédictin Saint-Gorgon à Varangéville. On trouve dans l'église de Saint-Germain un vitrail où le saint est représenté guérissant un enfant malade.

## Politique et administration
| Période                                  | Période   | Identité       | Étiquette | Qualité          |
| ---------------------------------------- | --------- | -------------- | --------- | ---------------- |
| Les données manquantes sont à compléter. |           |                |           |                  |
| mars 2001                                | mars 2008 | Marcel Conreux | DVD       |                  |
| 2008                                     | mai 2020  | Patrick André  |           |                  |
| mai 2020                                 | En cours  | Rémi Potier    |           | Ouvrier qualifié |

## Population et société

### Démographie
L'évolution du nombre d'habitants est connue à travers les recensements de la population effectués dans la commune depuis 1793. Pour les communes de moins de 10 000 habitants, une enquête de recensement portant sur toute la population est réalisée tous les cinq ans, les populations de référence des années intermédiaires étant quant à elles estimées par interpolation ou extrapolation. Pour la commune, le premier recensement exhaustif entrant dans le cadre du nouveau dispositif a été réalisé en 2004.

En 2022, la commune comptait 215 habitants, en évolution de −20,37 % par rapport à 2016 (Meuse : −4,4 %, France hors Mayotte : +2,11 %).
| 1793 | 1800 | 1806 | 1821 | 1831 | 1836 | 1841 | 1846 | 1851 |
| ---- | ---- | ---- | ---- | ---- | ---- | ---- | ---- | ---- |
| 500  | 488  | 510  | 444  | 482  | 490  | 497  | 474  | 481  |

| 1856 | 1861 | 1866 | 1872 | 1876 | 1881 | 1886 | 1891 | 1896 |
| ---- | ---- | ---- | ---- | ---- | ---- | ---- | ---- | ---- |
| 447  | 430  | 438  | 454  | 408  | 401  | 402  | 375  | 377  |

| 1901 | 1906 | 1911 | 1921 | 1926 | 1931 | 1936 | 1946 | 1954 |
| ---- | ---- | ---- | ---- | ---- | ---- | ---- | ---- | ---- |
| 364  | 376  | 377  | 309  | 293  | 303  | 260  | 262  | 283  |

| 1962 | 1968 | 1975 | 1982 | 1990 | 1999 | 2004 | 2006 | 2009 |
| ---- | ---- | ---- | ---- | ---- | ---- | ---- | ---- | ---- |
| 303  | 281  | 216  | 192  | 220  | 241  | 253  | 248  | 263  |

| 2014 | 2019 | 2022 | - | - | - | - | - | - |
| ---- | ---- | ---- | - | - | - | - | - | - |
| 273  | 232  | 215  | - | - | - | - | - | - |

## Économie
En 2015, on recense onze entreprises dans la commune de Saint-Germain-sur-Meuse dont trois entreprises de un à neuf salariés (soit 27,3%) et une entreprise de plus de dix salariés (soit 9,1%).

## Culture locale et patrimoine

### Lieux et monuments

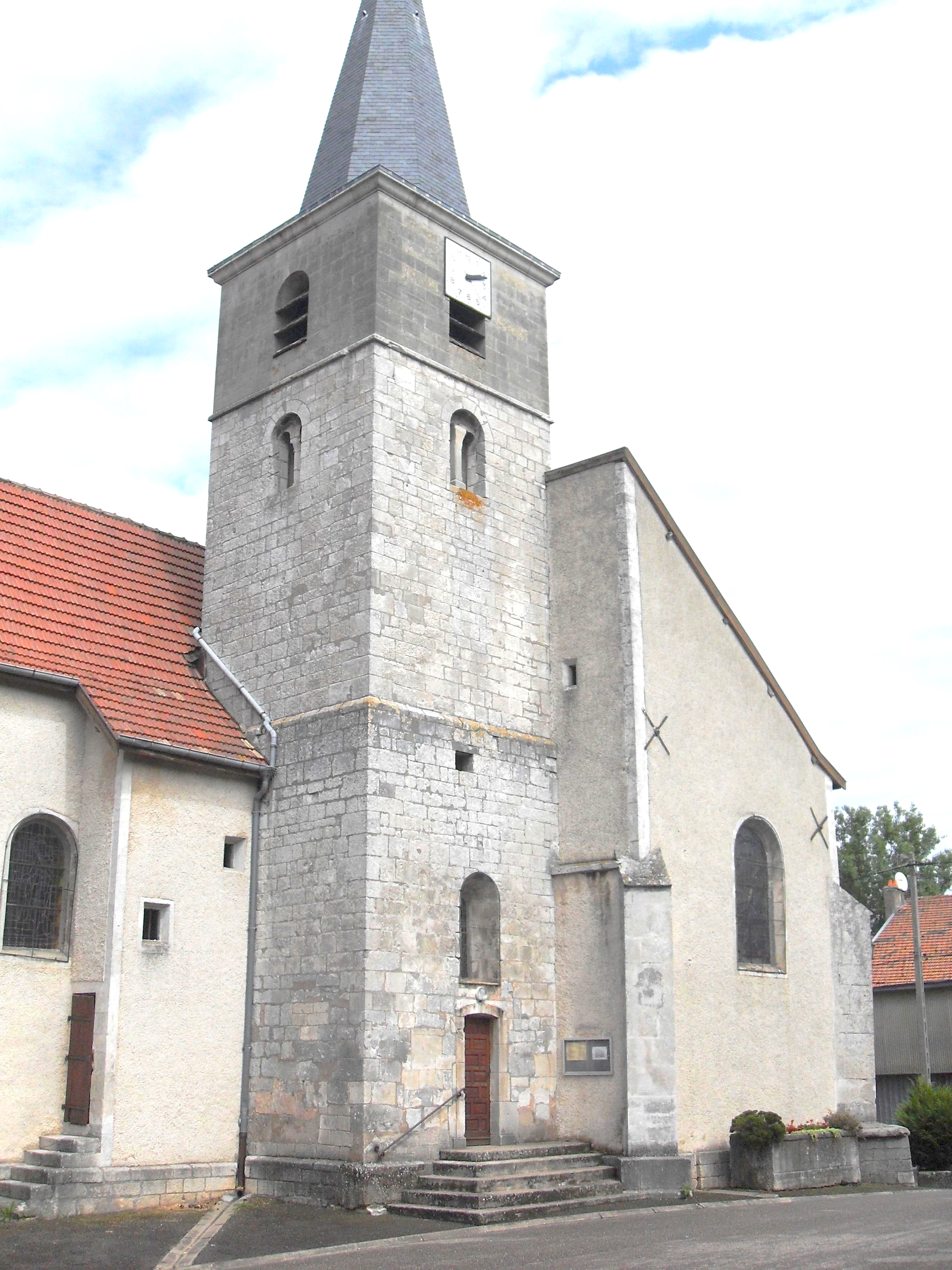
Église, tour du XII.

- L'église paroissiale du XIIe siècle ; vitrail de saint Gorgon bénissant un enfant malade.
- Une carrière de calcaire, exploitée par l'usine Solvay de Dombasle-sur-Meurthe, située à une soixantaine de kilomètres.
- Le moulin de Chanteraine, ancien moulin à eau.
- Le château transformé en ferme avec ses quatre tours d'angle.
- Monument commémoratif de Louis Curel, entrepreneur de travaux publics de Toul, bienfaiteur de la commune, 1894, statue en pied, fonte peinte monochrome. Il existe aussi une fontaine Louis-Curel à Toul.
- Statuette de saint Jean-Baptiste XVIe siècle, pierre, maison privée, 20, Grande Rue. Sur une autre maison au 34 de la même rue, une statuette en pierre également du XVIe siècle représentant sainte Anne, la mère de la Vierge Marie.
- Ruines de l'ermitage et de la chapelle et fontaine Saint-Gorgon (vers Gombervaux).
- Chapelle Notre-Dame de Massey.

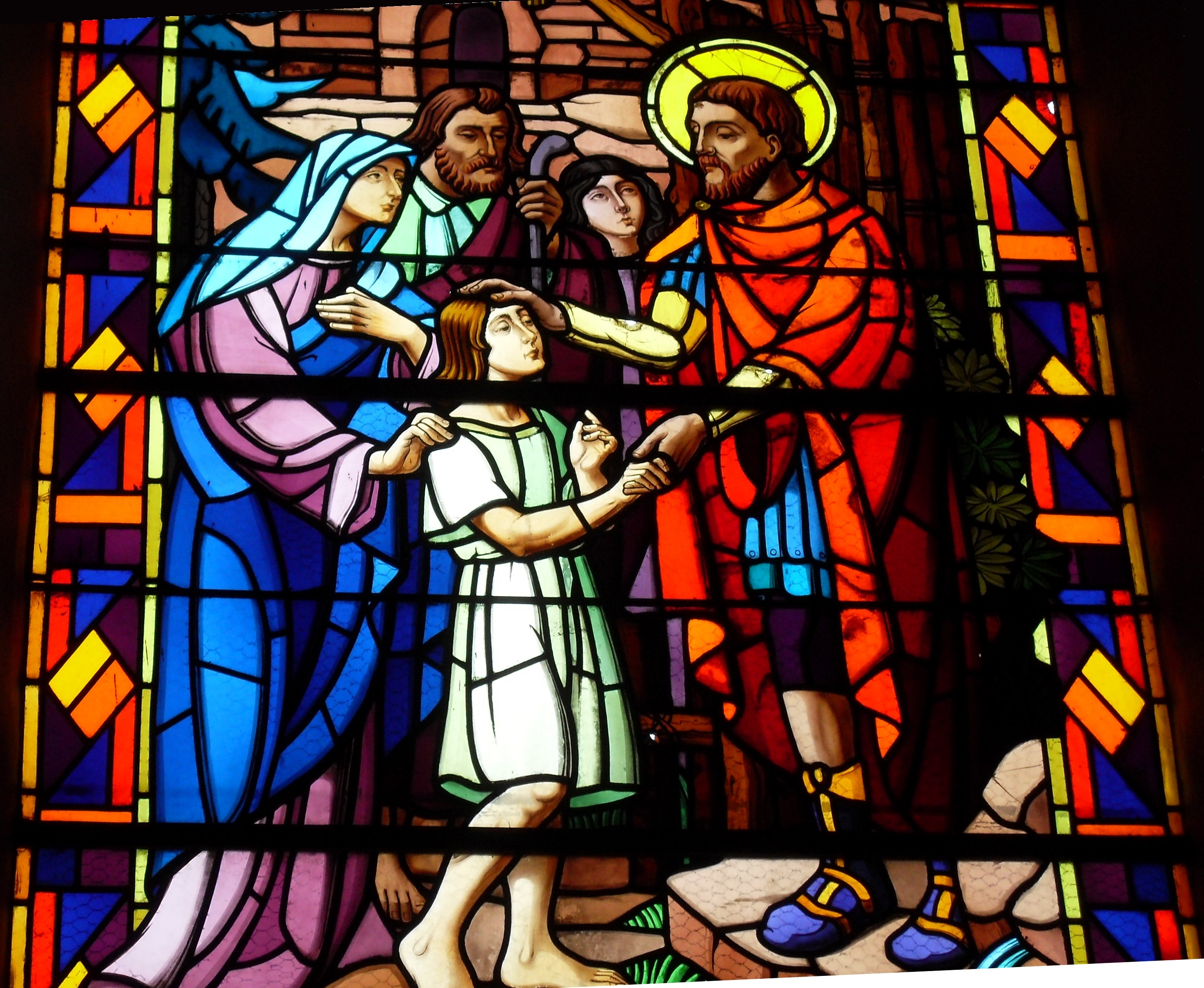
Le vitrail de saint Gorgon.
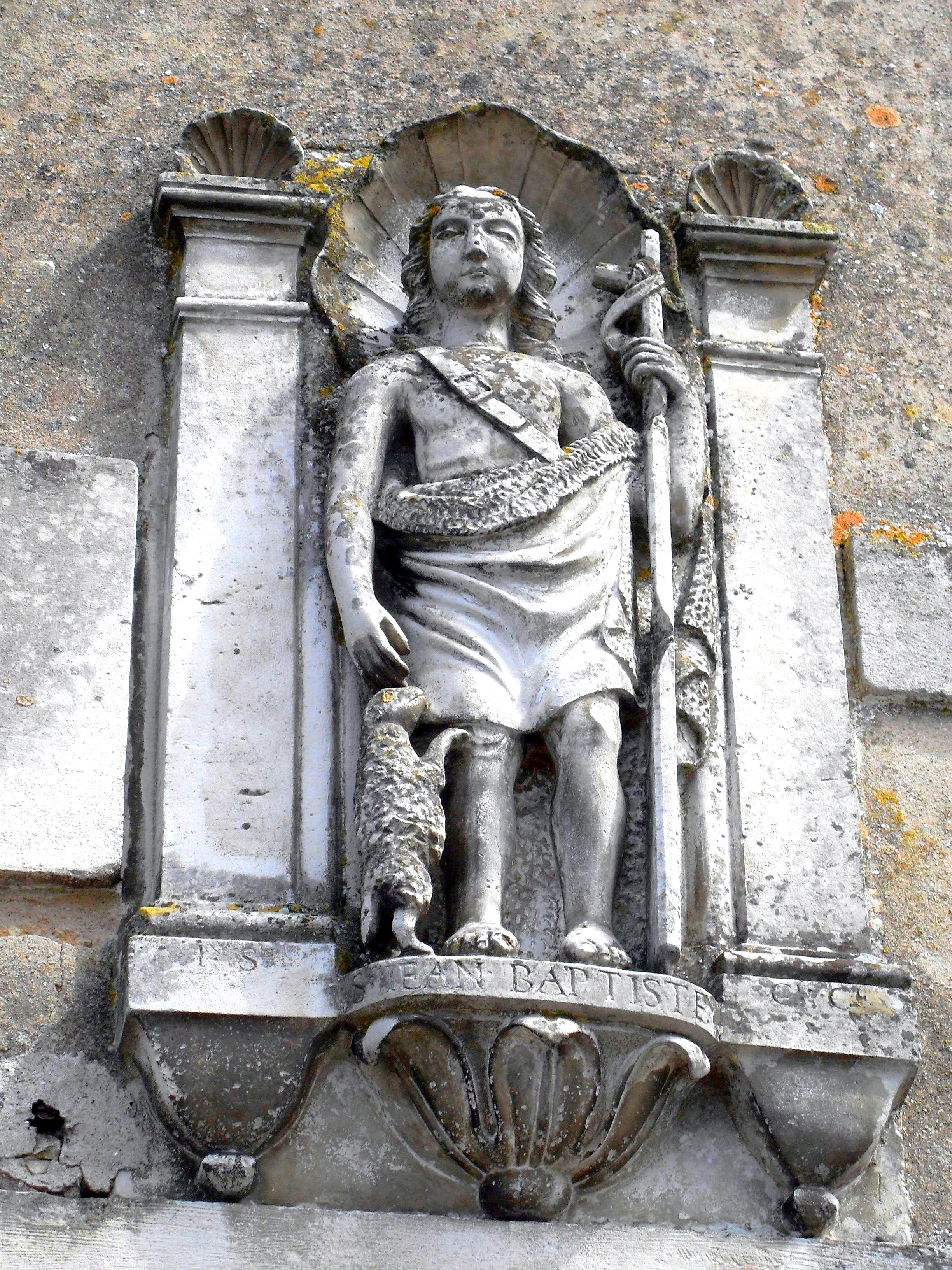
Jean Baptiste.
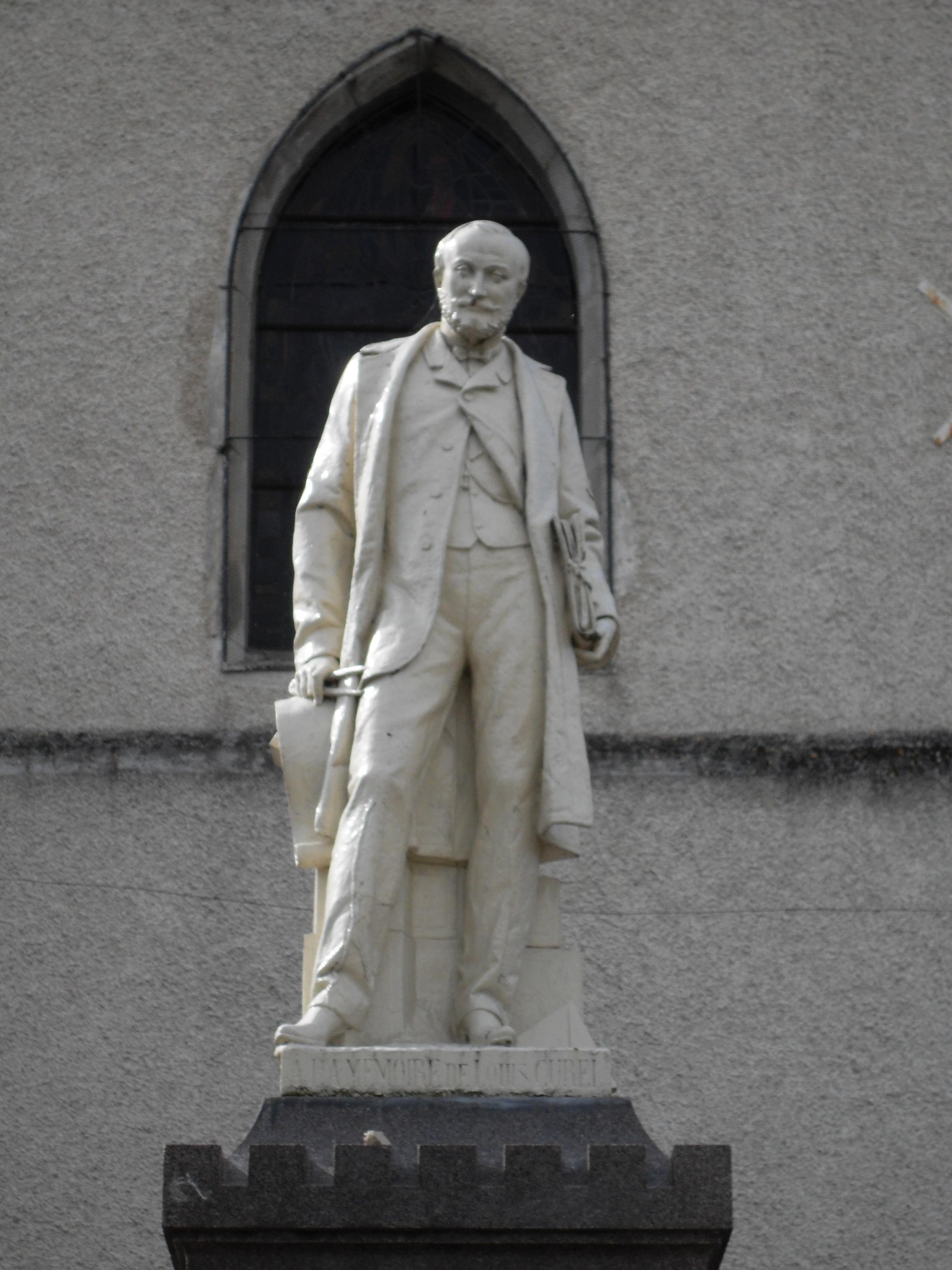
Statue de Louis Curel.
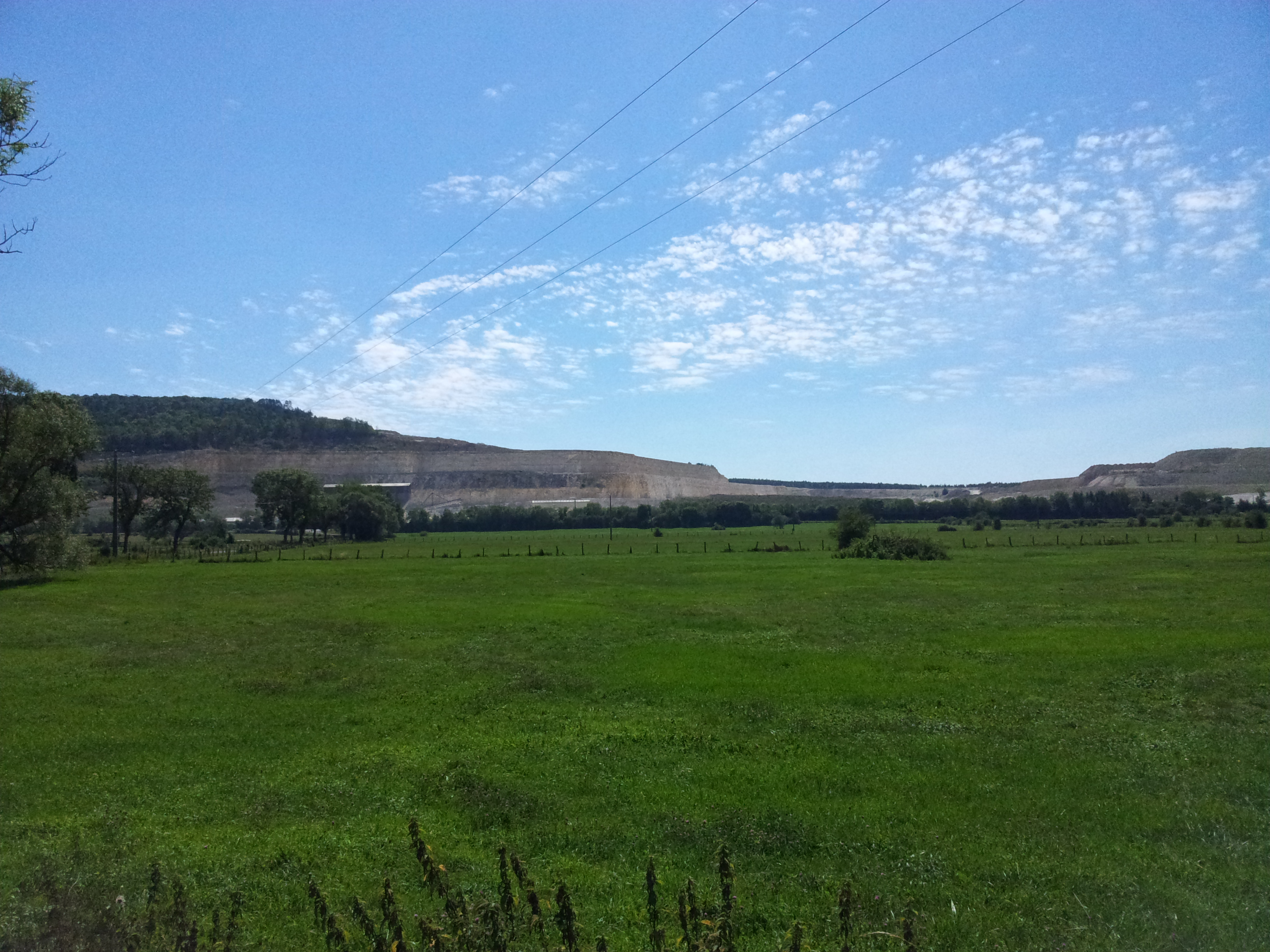
Carrière Solvay.

### Personnalités liées à la commune
- Saint Germain évêque d'Auxerre.
- Jeanne d'Arc est passée à Saint-Germain en février 1429 pour se rendre en pèlerinage à  Notre-Dame de Massey[31] et à Saint-Nicolas-de-Port avant de partir pour Chinon en empruntant l'ancienne voie romaine, toujours à Saint-Germain.
- Saint Gorgon.

### Héraldique
| Blason à dessiner | Blason  | D'or au chevron haussé de gueules, accompagné en pointe d'une merlette de sable; au chef d'or chargé de trois étoiles d'argent.                                                                          |
| Blason à dessiner | Détails | Blason composé par R.A. Louis avec les conseils de la Commission Héraldique de l'UCGL et mis à disposition de la commune en 2011.                                                                        |
| Blason à dessiner | Alias   | Tranché de gueules au crosseron d'or posé en bande et d'or au rameau de gueules bourgeonné de sinople en bande ; à la bande ondée d'azur chargée d'un filet d'argent en barre brochant sur la partition. |